# Khenut (reina)
Khenut va ser una reina d'Egipte de la V Dinastia. Era l'esposa del rei Unas, mort vers el 2350 aC. És la presumpta mare de la reina Iput.

## Títols
Els títols coneguts de Khenut van ser els següents: 
- Gran del ceptre d'hetes (wrt-hetes)
- Ella que veu Horus i Set (mȝȝt-ḥrw-stẖ)
- Gran de lloances (wrt-ḥzwt)
- Esposa del Rei, el seu estimat (ḥmt-nisw mryt.f)
- Companya d'Horus, el seu estimat (smrt-ḥrw-mryt.f)
- Consort i estimada de les Dues Dames (smȝyt-mry-nbty)
- Companya d’Horus (tist-ḥrw)

Khenut potser estava esmentada al temple mortuori d'Unas. La seva tomba, a diferència de la de la reina Nebet, ha patit grans danys.

## Enterrament
Khenut va ser enterrada en una doble mastaba compartida amb una altra reina anomenada Nebet. Aquest sepulcre es emplaçat al costat de la piràmide d'Unas a Saqqara. La mastaba va ser excavada per l'egiptòleg alemany Peter Munro (1930–2008).
La piràmide de la reina mare Seixeixet es troba prop de la tomba de Khenut.